# Gryf

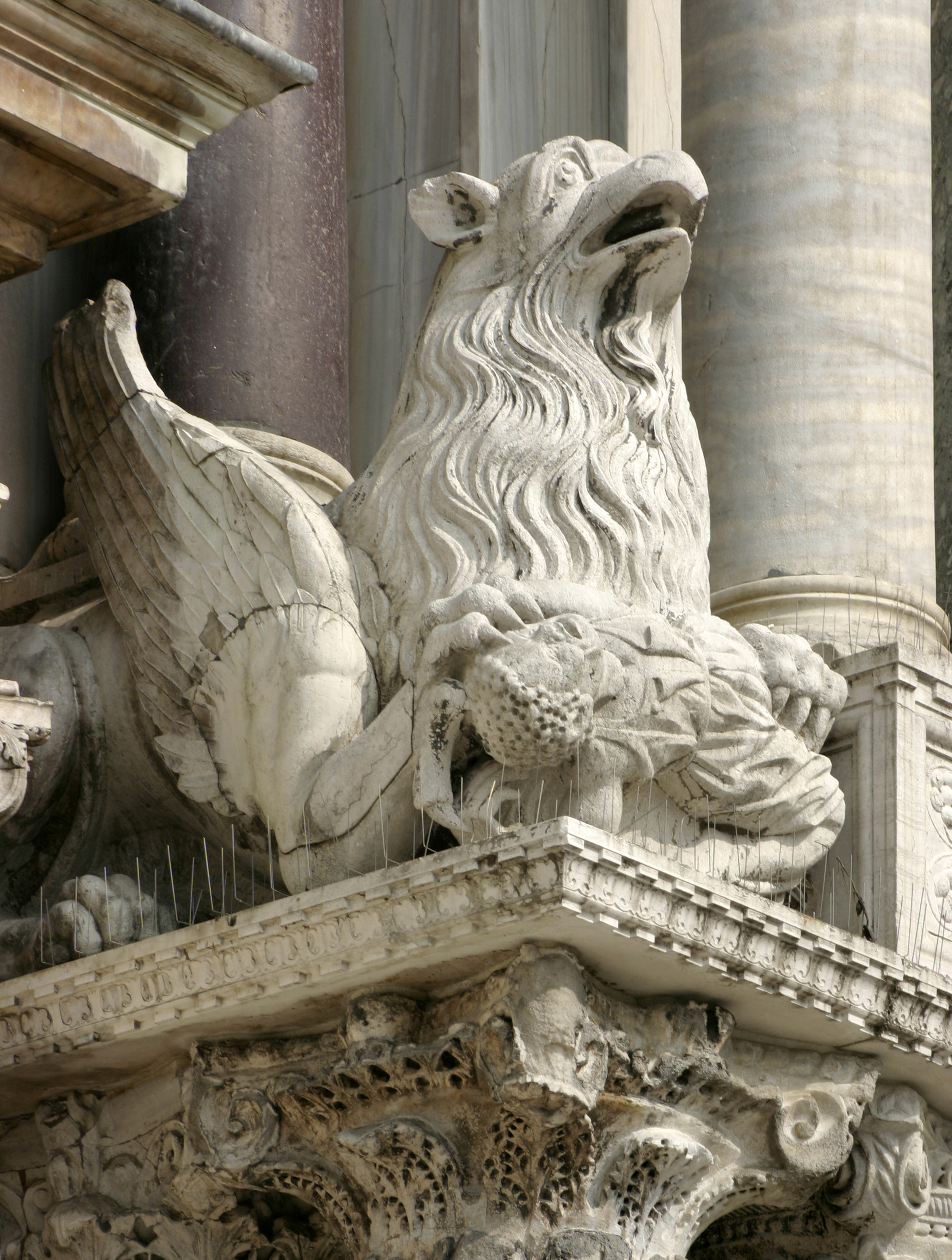
Posąg gryfa w bazylice św. Marka w Wenecji

Gryf – mityczne zwierzę przedstawiane najczęściej z ciałem lwa oraz z głową i skrzydłami orła. Niektóre źródła dodają jeszcze uszy dzikiego osła.
Na początku gryf pojawia się w sztuce, znacznie później w literaturze, widać także znaczne różnice pomiędzy opisami gryfa a jego obrazowaniem. Najstarsze przedstawienia pochodzą ze starożytnej Mezopotamii z ok. 3000 p.n.e., równocześnie motyw pojawił się w Egipcie. Do Europy dotarł ok. 1600 p.n.e. poprzez wyspy Kretę i Cypr. Pierwsza wzmianka pisana o gryfach pochodzi z ok. V w. p.n.e.
Wygląd gryfa jako lwa z orlimi skrzydłami, przednimi łapami i głową ugruntował się w średniowieczu, gdy gryfy coraz częściej zaczęły się pojawiać w herbach. Wówczas konieczne stało się ustalenie konkretnego obrazowania, które szybko stało się najpopularniejsze. Wcześniej równie często w ikonografii pojawiały się przedstawienia gryfów jako: lwów z orlimi głowami i łapami lwa (nie zawsze występują skrzydła), lwów z orlimi skrzydłami (tylko do czasu, gdy chrześcijaństwo zaczęło wykorzystywać ten obraz jako symbol św. Marka), lwów z tylnymi łapami ptasimi (występujące jedynie w sztuce Azji Mniejszej) oraz rzadziej lwów z łapami ptaka.
Heraldyczny gryf jest zawsze rodzaju żeńskiego, chyba że zaznaczono inaczej. Gryf rodzaju męskiego jest bezskrzydły. Taka jego odmiana w XV-wiecznej i późniejszej heraldyce nazywana była alce lub keythong.
Według mitologii greckiej i rzymskiej, gryfy występować miały m.in. w Scytii – kraju jednookich Arymaspów, kraju Hiperborejczyków, Indiach, Baktrii, Etiopii, czy w okolicach Madagaskaru.
Stwory te miały być okrutne i dzikie z natury, często polować na konie, woły i inne duże zwierzęta. Były też rzekomo groźne dla ludzi. Gniazda zakładały wysoko w niedostępnych górach. Wierzono, że można je udomowić zaraz po wykluciu z jaj. Od początku istnienia motywu literatura wiązała gryfy ze złotem i skarbami. Miały wykopywać złoto z ziemi lub skał za pomocą potężnych dziobów, zaś w ich gniazdach znajdować się miały agaty, jaspisy i szmaragdy. Miały zażarcie bronić swych skarbów i czasem, podobnie jak smoki, wpatrywać się w nie godzinami. Niektóre źródła wspominały, że gryfy wcale nie zbierają jednak tych skarbów, tylko zamieszkują w złotonośnych górach i walczą jedynie w obronie młodych.
Symbolika przypisywała gryfom wiele cnót, m.in. szybkość (orzeł), siłę (lew) i czujność (ośle uszy), a także waleczność, odwagę i wytrwałość. Jednocześnie przypisywano im także cechy negatywne, jak zachłanność, czy pycha. Także chrześcijaństwo zaadaptowało gryfa jako symbol Chrystusa – jego boskiej i ludzkiej natury (lew i orzeł).
Gryf pełnić miał rozmaite funkcje. Miał być strażnikiem skarbu Apollina w kraju Hiperborejczyków, ciała Ozyrysa, pucharu wina Dionizosa, koła losu Nemezis, czy życiodajnej wody i ognia. Stanowiły też zwierzęta zaprzęgowe Apollina, Dionizosa czy Nemezis, a także rzekomo Aleksandra Wielkiego. Ciągnęły również triumfalny powóz Kościoła w Czyśćcu z Boskiej Komedii Dante Alighieriego. W późniejszej literaturze tę funkcję przejęły hipogryfy.
Gryfy miały też pilnować świata przed spaleniem promieniami słońca, według dzieła Physiologos.
Z gryfich pazurów wykonywane miały być czary wykrywające truciznę. Przy kontakcie z nią miały się one zabarwiać na czarno. Z żeber ponoć robiono najlepsze łuki, zaś z lotek opierzenia strzał. Pióra miały także leczyć ślepotę. Tego typu artefakty przechowywano często w świątyniach jako obiekty kultu, m.in. w katedrze w Brunszwiku, katedrze w Bayeux czy mieście Grunzwyk w Saksonii.

## Pochodzenie nazwy
Nazwa „gryf” została zaczerpnięta z łacińskiego gryphus. To słowo z kolei pochodzi z języka greckiego (γρύφων, grýphōn, lub γρύπων, grýpōn, wczesna forma γρύψ, grýps), gdzie gryps oznaczał „coś haczykowatego”. Możliwe jest pokrewieństwo z perskim giriften – „chwytać, łapać, porywać”.

## Historia

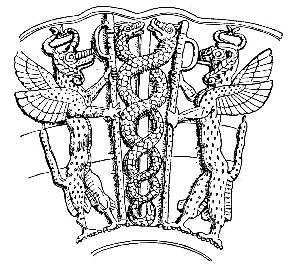
Bardzo wczesne przedstawienie stworzeń podobnych do gryfów, pochodzące sprzed 2000 lat p.n.e. Towarzyszą one sumeryjskiej bogini Ningiszzidzie.

### Wczesne cywilizacje
Kilka fantastycznych istot podobnych do gryfów, bestii z głowami orłów lub innych ptaków drapieżnych, pojawiło się w sztuce, architekturze i mitologii wielu wczesnych cywilizacji. W minojskiej Krecie stworzenia takie były zwierzętami królewskimi i strażnikami sal tronowych. W starożytnym Egipcie, podobne istoty były przedstawiane jako zwierzęta mające wysmukłe, kocie ciało i głowę sokoła. Najczęściej przedstawiano w ten sposób boga szczęścia Axexa. Wczesne rzeźby przedstawiają je ze skrzydłami ułożonymi wzdłuż grzbietu. W okresie Nowego Państwa, wizerunki „gryfów” wchodziły w skład większych scen przedstawiających polowania.
Spośród dwóch świętych „ptaków” mitologii perskiej, homa i simurgh, ten pierwszy często opisywany jest jako podobny do gryfa. Starożytni Elamici używali homy jako częstego motywu w ich architekturze. Podobnie było w Imperium Achemenidzkim – pojawiała się ona jako rzeźby i symboliczne płaskorzeźby w pałacach. Homa zajęła także poczesne miejsce w literaturze perskiej jako strażnik światła.

W Starym Testamencie gryf wymieniany jest jako zwierzę nieczyste, którego spożywanie zostało Żydom zakazane przez Boga: 

Nieczystych nie jedzcie, to jest orła i gryfa, i orła morskiego, kani i sępa, i jastrzębia według rodzaju swego, i całego rodzaju kruczego, i strusia, i sowy, i łyski i jastrzębia według rodzaju swego, czapli i łabędzia, i ibisa, i nurka, modrzyka i puchacza, bąka i siewki, każde według rodzaju swego, dudka też i nietoperza (Pwt 14,12-18).

Według innych tłumaczeń, tekst ten brzmi następująco: 

Wszelkie ptactwo czyste jeść możecie; tych zaś spośród ptaków jeść nie będziecie: orła, sępa czarnego, orła morskiego, wszelkich odmian kani, sępa i sokoła, żadnego gatunku kruka, strusia, sowy, mewy, żadnej odmiany jastrzębia, puszczyka, ibisa, łabędzia, pelikana, nurka, ścierwika, bociana, żadnej odmiany czapli, dudka i nietoperza.

 W tym przypadku tłumacz uznał, że chodziło o sępa czarnego, a nie legendarne zwierzę. Wątpliwości co do prawidłowości takiej interpretacji biblijnego zapisu nasuwa jednak fakt, iż w tym samym zdaniu sępy zostałyby wymienione dwukrotnie – najpierw jeden z gatunków (sęp czarny), a później ogólnie wszystkie gatunki (wszelkich odmian (...) sępa i sokoła).

W sztuce żydowskiej gryfy i lwy były symbolami światła. Jak pisał Władysław Kopaliński: 

Daniel o sierści brązowej lub czarnej w białe cętki jest atrybutem gwiaździstego nieba; liczne wyobrażenia zwierząt słonecznych, lwów albo gryfów, pożerających daniela, oznaczają zwycięstwo światła nad ciemnością, dnia nad nocą i ciemnymi mocami.

### Scytowie

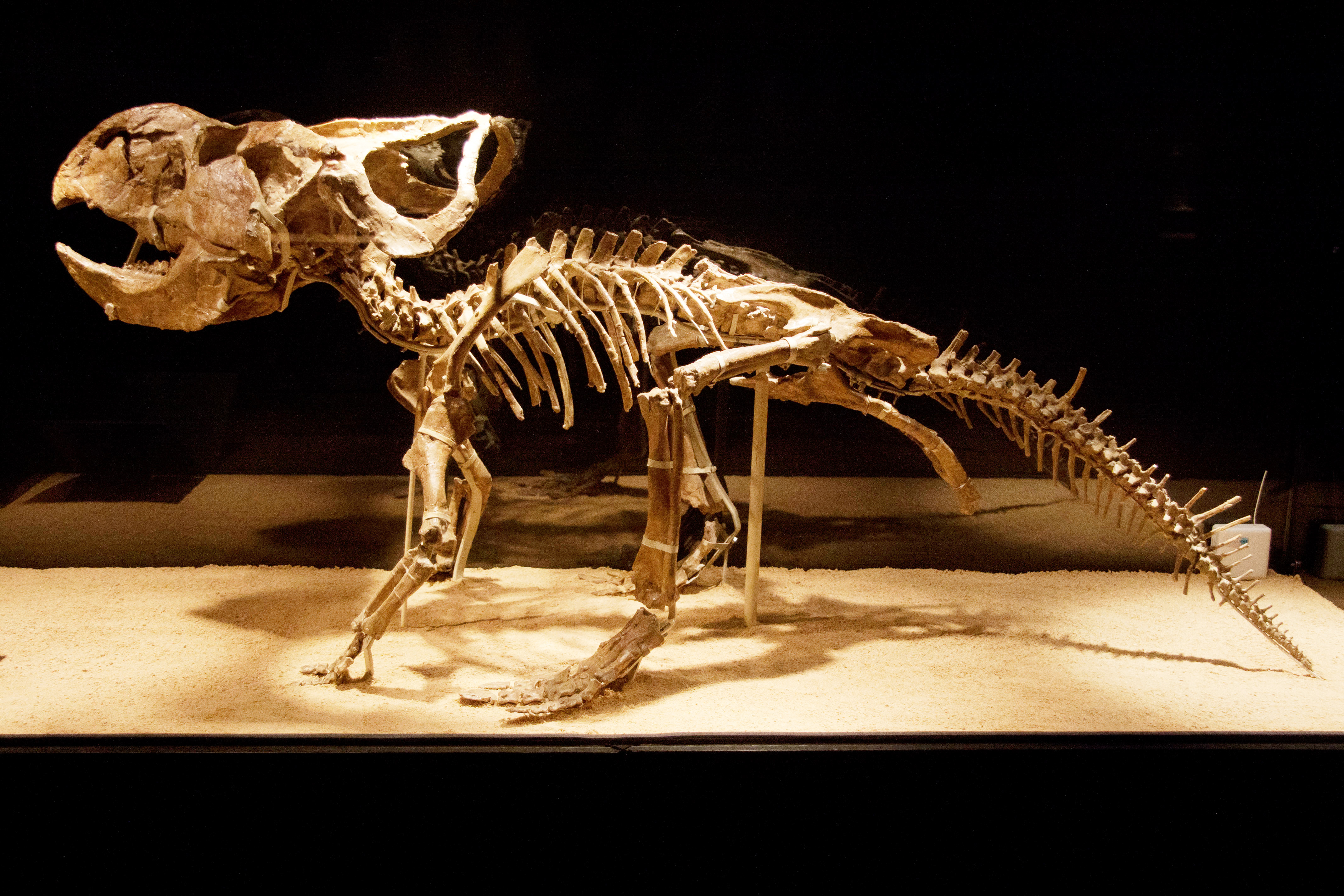
Szkielet protoceratopsa.

Gryfy były także częstym motywem w sztuce Scytów. Twierdzono, że stworzenia te zamieszkiwały scytyjskie stepy, rozciągające się od obszarów dzisiejszej Ukrainy do Azji Centralnej. Miały one być strażnikami ukrytego złota i kamieni szlachetnych, zabijającymi wszystkich śmiałków, którzy chcieliby posiąść te skarby. Scytowie utwierdzali się w prawdziwości tych opowieści, znajdując skamieniałe kości w okolicach zamieszkanych ich zdaniem przez gryfy.
Adrienne Mayor, folklorysta kultur starożytnych, wysunęła teorię, że te „kości gryfów” były skamieniałymi pozostałościami po dinozaurach. Mayor połączyła antyczne mity o gryfach, centaurach i olbrzymach ze znaleziskami paleontologicznymi. Stwierdziła m.in. duże podobieństwo pomiędzy opisami tych pierwszych mitycznych istot a odnalezionymi skamieniałymi szkieletami protoceratopsów.

### Starożytna Grecja

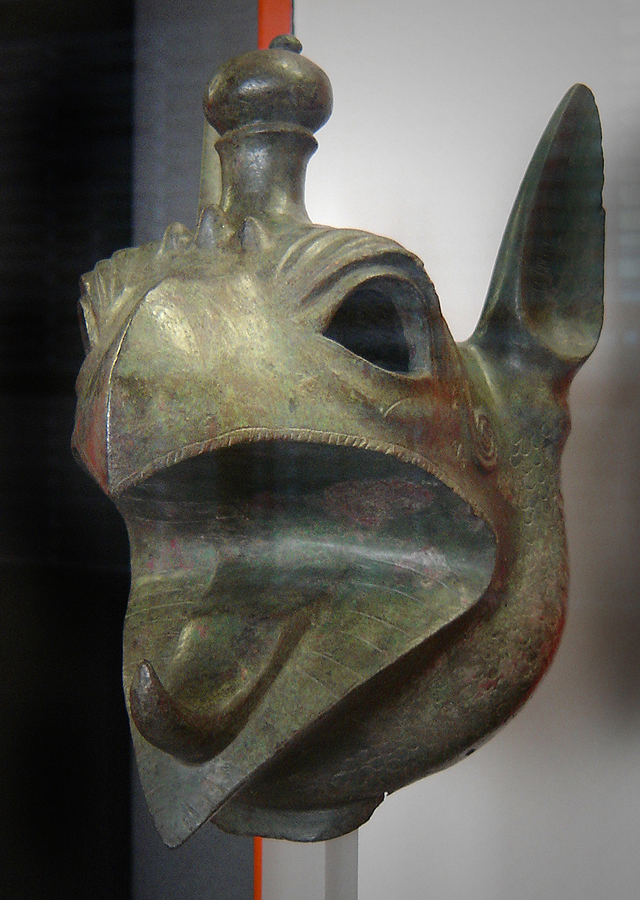
Grecki kocioł o kształcie głowy gryfa, wykonany z brązu (muzeum archeologiczne w Delfach)

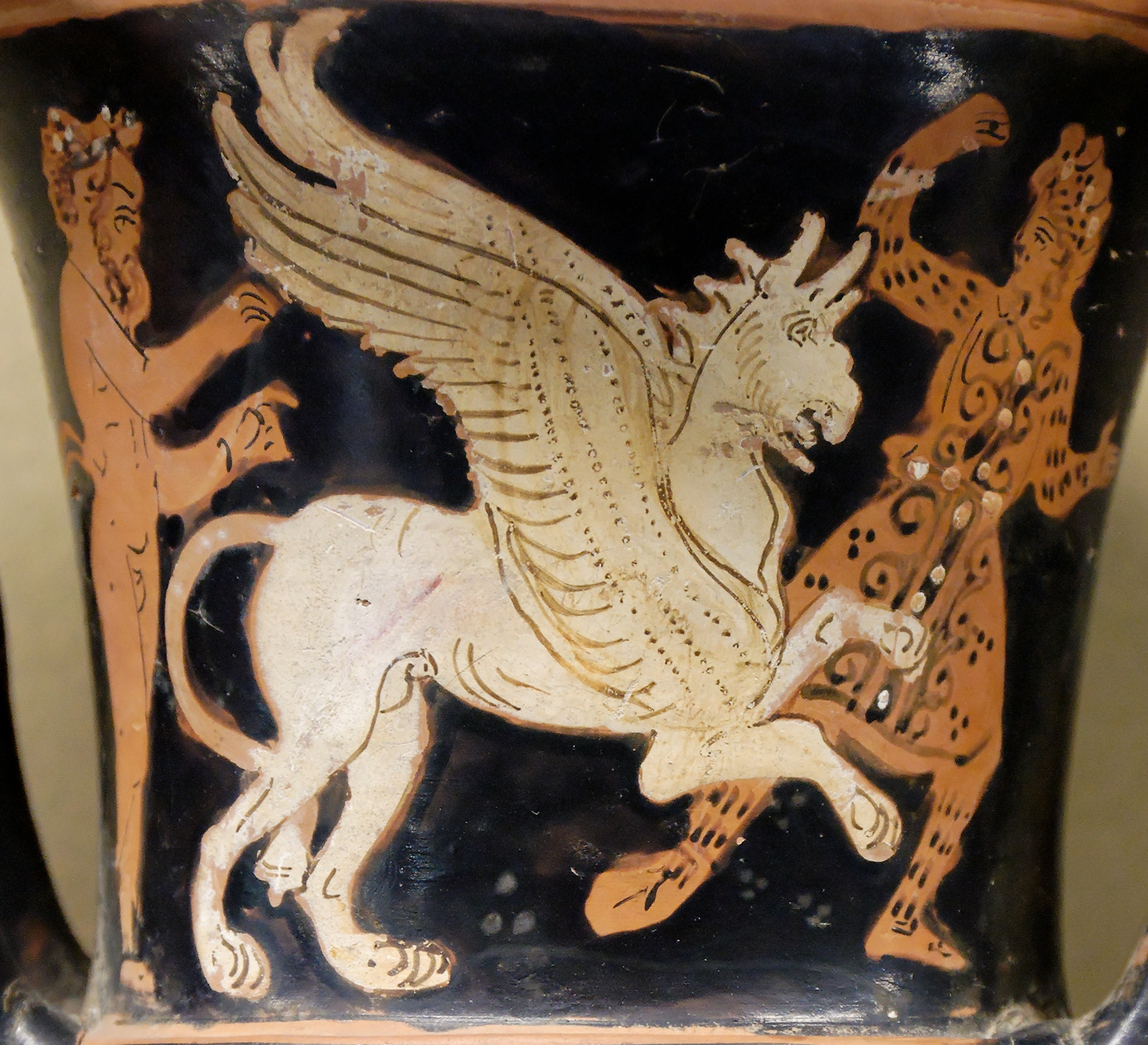
Satyr, gryf i Arimaspijczyk. Detal z naczynia z Eretrii, 375–350 p.n.e.

W starożytnej Grecji wykonane z brązu kotły o kształcie gryfich głów (protomes) z rozchylonymi dziobami, postawionymi uszami i pojedynczym wyrostkiem na czubku głowy pojawiają się tak często, że stanowią one osobny rodzaj, nazywany przez specjalistów Griefenkassel. Niemiecki badacz Ulf Jantzen stwierdził, że gryfie kotły były greckim wynalazkiem pochodzącym z ok. 700 p.n.e., pojawiały się one początkowo na Samos. U ludów niegreckich z tego samego okresu pochodzą kotły o kształcie gryfów odkryte w etruskim grobowcu Barberini.

W greckiej literaturze starożytnej odzwierciedlone są scytyjskie legendy. Helleńscy pisarze tworzyli opowieści o gryfach i ludzie jednookich Arimaspijczyków zamieszkujących odległą Scytię, niedaleko jaskini Boreasza, Północnego Wiatru (Gekleithron). Było to tematem zaginionego epickiego poematu Arysteasa z Prokonnezos, Arismapea epe (Άριμάσπεια επη, ok. 675 p.n.e.). Henry Bedingfield i Peter Gwynn-Jones wywnioskowali, że gryf Arysteasa był 

orłosępem brodatym, dużym ptakiem o rozpiętości skrzydeł wynoszącej prawie trzy metry, którego gniazda znajdują się na niedostępnych zboczach azjatyckich gór...

 Zasugerowali oni także, że opisując gryfa, Arysteas być może połączył lwa i orła lub lwa i sępa płowego – zwierzęta znane już wówczas starożytnym Grekom.
Inne mity greckie wskazują na Indie jako miejsce życia gryfów. Stwory te miały budować tam swe gniazda, a zamiast jaj składać agaty. Z tego powodu, jak również ze względu na to, że siedziby gryfów znajdowały się blisko złóż złota, bestie te były – zgodnie z legendą – wielokrotnie niepokojone przez ludzi. Wielu ludzi zginęło próbując je zabić. Ze szponów sztuk, które udało się upolować, wykonywano rzekomo kielichy.

Opowieści Arysteasa zostały powtórzone m.in. w pismach Herodota i Pliniusza Starszego (Historia naturalna, 77 n.e.). Ten pierwszy pisze w swoich Dziejach m.in.: 

Jest znaną rzeczą, że w północnej części Europy znajduje się bezspornie najwięcej złota. Ale jak się je uzyskuje, tego także nie potrafię dokładnie podać; opowiadają, że jednoocy ludzie, Arimaspowie, podkradają je gryfom.

 A także: 

Poza nimi zaś w górę, jak mówią Issedonowie, siedzą jednoocy ludzie i strzegące złota gryfy; od Issedonów przejęli to podanie Scytowie, a od Scytów my znów je wzięliśmy i nazywamy jednookich po scytyjsku „Arimaspami”; bo arima zwą Scytowie jedynkę, a spu oko.

Ajschylos w Prometeuszu w okowach (458 p.n.e.) zawarł opis gryfa, który Prometeusz udziela Io: Strzeż się ostrodziobych ogarów Zeusa, które nie szczekają – gryfów. Pauzaniasz w swoich Wędrówkach po Helladzie podaje, iż 

Arysteas z Prokonnezos mówi w swym poemacie, że te gryfy walczą o złoto z Arymaspami, którzy mieszkają jeszcze za Issedonami, i że to złoto, którego one strzegą, wydaje sama ziemia. Ci zaś Arymaspowie, wszyscy bez wyjątku, mają być, wedle niego, ludźmi o jednym oku od urodzenia, gryfy zaś dzikimi zwierzętami podobnymi do lwów, o skrzydłach i dziobach orlich. Tyle wystarczy o gryfach.

 Twierdzono, że gryfy budują gniazda, w których zamiast jaj składają szafiry. Z tego powodu sądzono, że wszystkie te stworzenia są samicami. Miały one strzec złóż złota oraz ukrytych skarbów i być wrogami koni. Niezwykle rzadkie krzyżówki pomiędzy tymi bestiami a końmi nazywane były hipogryfami. Stephen Friar stwierdza, że gryfy postrzegane były przez starożytnych Greków jako zwierzęta słońca, ciągnące po niebie rydwany Apolla i bogini Nemezis.

### Średniowiecze

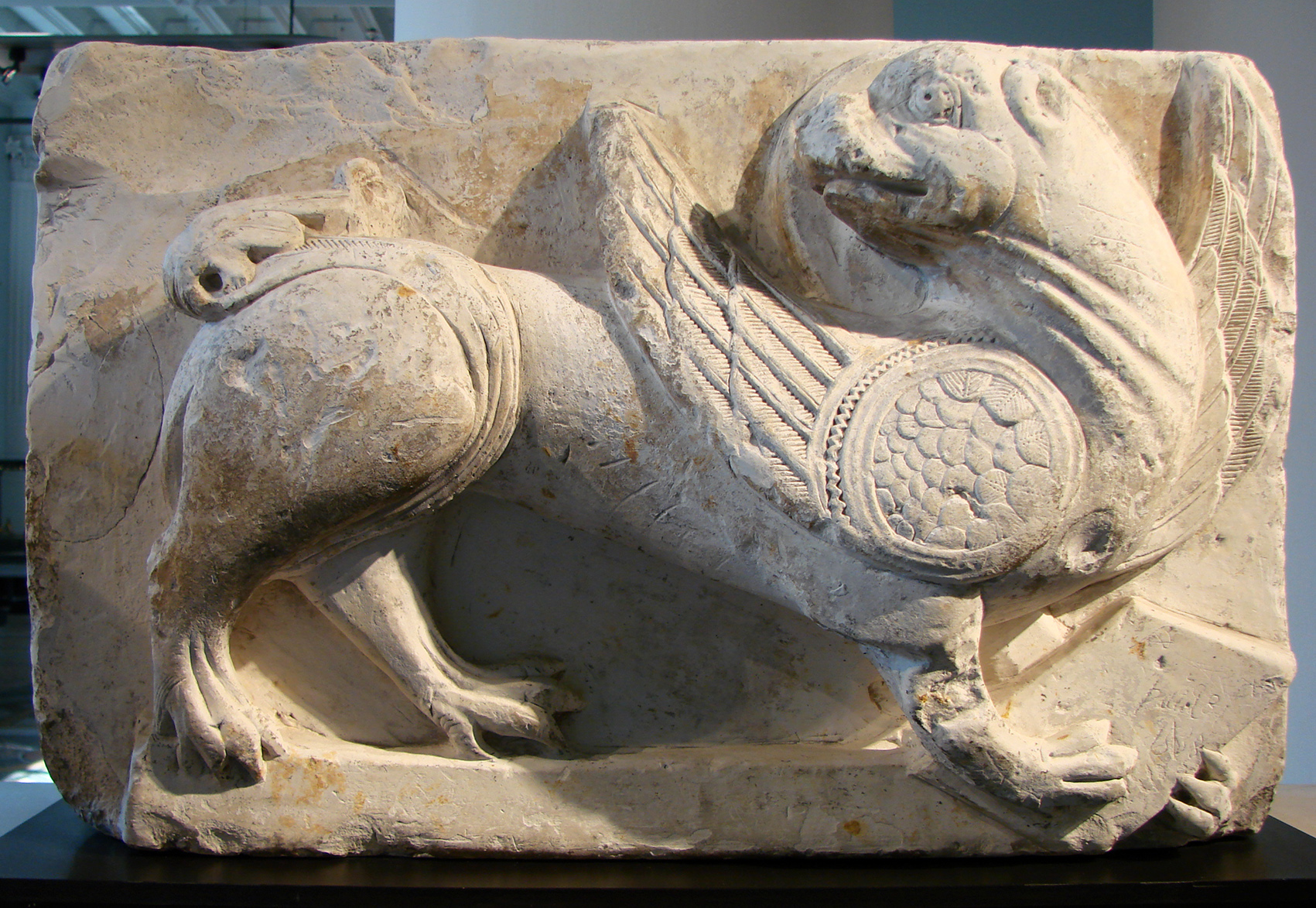
Płaskorzeźba gryfa, ok. 1260 (Musée de Picardie, Amiens)

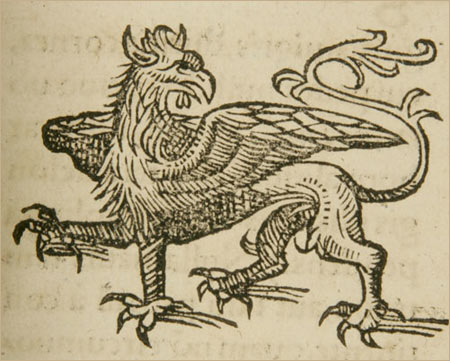
Rycina przedstawiająca gryfa, pochodząca prawdopodobnie z 1557 roku

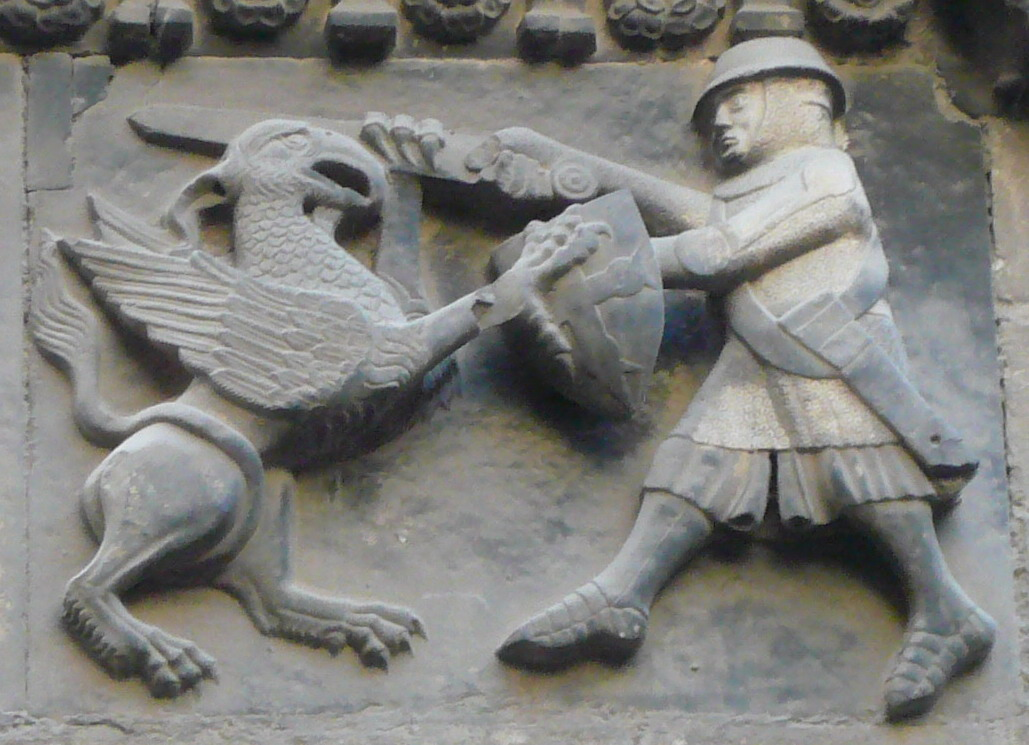
Płaskorzeźba przedstawiająca rycerza walczącego z gryfem, Catderal de Santa Eulalia w Barcelonie

Gryf pojawia się w celtyckiej opowieści o jednej z podróży irlandzkiego misjonarza, św. Brendana, żyjącego na przełomie V i VI wieku. Miał on, płynąc łodzią z grupą mnichów, natknąć się na gryfa. Towarzysze Brendana wpadli w panikę, gdy stwór szykował się do ataku na podróżników. Nagle pojawił się ptak przysłany przez Boga, który odciągnął potwora, a następnie zabił go. Ciało gryfa spadło do morza.
Gdy tworzący w IX wieku irlandzki pisarz Stefan Szkot napisał, że gryfy były ściśle monogamiczne, wybierając sobie partnera na całe życie i nawet po jego śmierci nie poszukiwały nowego, zostało to wykorzystane przez Kościół, który uczynił z gryfa symbol katolickiej koncepcji małżeństwa.
Ponadto, będąc połączeniem zwierzęcia lądowego i stworzenia powietrznego, motyw gryfa postrzegany był jako symbol Jezusa Chrystusa, którego natura była połączeniem pierwiastka boskiego i ludzkiego. Wiele rzeźb przedstawiających gryfy pojawia się z tego względu w kościołach wzniesionych w średniowieczu.
Zwyczaje związane z rozmnażaniem zostały po raz pierwszy opisane przez św. Hildegardę z Bingen, XII-wieczną niemiecką mniszkę. Pisała ona m.in. o tym, jak ciężarna matka szuka jaskini z wąskim wejściem, ale dużą komorą. Tam znosi trzy jaja (wielkości jaj strusich), których pilnie strzeże. Albert Wielki z kolei powtarzał grecki mit, mówiący o tym, że gryfy znoszą w swych gniazdach agaty.
Jak pisał Stephen Friar, w średniowieczu wierzono, iż szpon gryfa ma medyczne właściwości. Twierdzono, że wykonanym zeń specyfikiem można było leczyć ślepotę. Dużym powodzeniem u kupców cieszyły się czary wykonane rzekomo z gryfich pazurów (w rzeczywistości produkowane z rogów antylop) i jaja tych stworów (tak naprawdę były to jaja strusie).
Gryfy były także częstym motywem w średniowiecznej poezji perskiej. Wspominał o nich m.in. mistyk, teolog islamski i najwybitniejszy poeta suficki – Rumi (1207–1273).
Jako stworzenie symbolizujące Chrystusa i jego podwójną naturę, gryf pojawia się w Boskiej komedii (1307–1321) Dante Alighieriego. Występuje on m.in. w Pieśni XXIX, podczas gdy poeta i Wergiliusz zwiedzają Czyściec. Gryf jest jednym z uczestników procesji, którą napotykają wędrowcy. Ciągnie wóz, będący symbolem Kościoła.
| Pośrodku, między Czterema Zwierzęty,     |
| Wóz tryumfalny dwukólny pomykał,         |
| Do szyi Gryfa misternie przypięty.       |
| Gryf po trzy smugi skrzydłami przenikał, |
| Sam zaś pod nimi brał miejsce środkowe:  |
| Do nieba sięgał, ale barw nie tykał.     |
| Cudny twór złotą miał szyje i głowę,     |
| A reszta ciała była barwy mlecznej,      |
| Z którą się zlały barwy purpurowe.       |

Złota głowa i szyja gryfa oznaczają – według najczęściej pojawiających się interpretacji – naturę boską Chrystusa, reszta ciała koloru białego – naturę ludzką, a barwa purpurowa – krew przelaną na krzyżu.

Opis siły i wielkości gryfa pojawia się w relacjach z rzekomych podróży niejakiego Johna Mandeville’a (The Travels of Sir John Mandeville), opublikowanych w latach 1357–1371. Wspomniane jest tam, że stworzenie to jest większe i silniejsze od ośmiu lwów i stu orłów. Jako miejsce jego występowania podawana jest Etiopia: 

Z tej ziemi (Turcji) pójdą do Ziemi Baktryjskiej, gdzie ludzie są chytrzy i źli i gdzie są drzewa niczym owoce dające wełnę, z których robi się tkaniny. Na tej ziemi żyją ypotains (hipopotamy), pół konie, pół ludzie, które czasem wychodzą na ląd, czasem mieszkają w wodzie, i które najchętniej żywią się ludźmi. Na tej ziemi jest wiele gryfów, więcej niż gdziekolwiek indziej, a niektórzy mówią, że przód ich ciał jest jak u orła, a tył jak u lwa, i to jest prawda, tak bowiem są stworzone; ale gryf jest ośmiokrotnie większy od lwa i silniejszy od stu orłów. Gryfy bez wątpienia mogą porwać i zanieść do gniazda konia z jeźdźcem lub dwa woły sprzężone do orki, mają bowiem u nóg szpony wielkości kopyt byka, z których robią sobie czary do picia, a ze swych żeber łuki do strzelania.

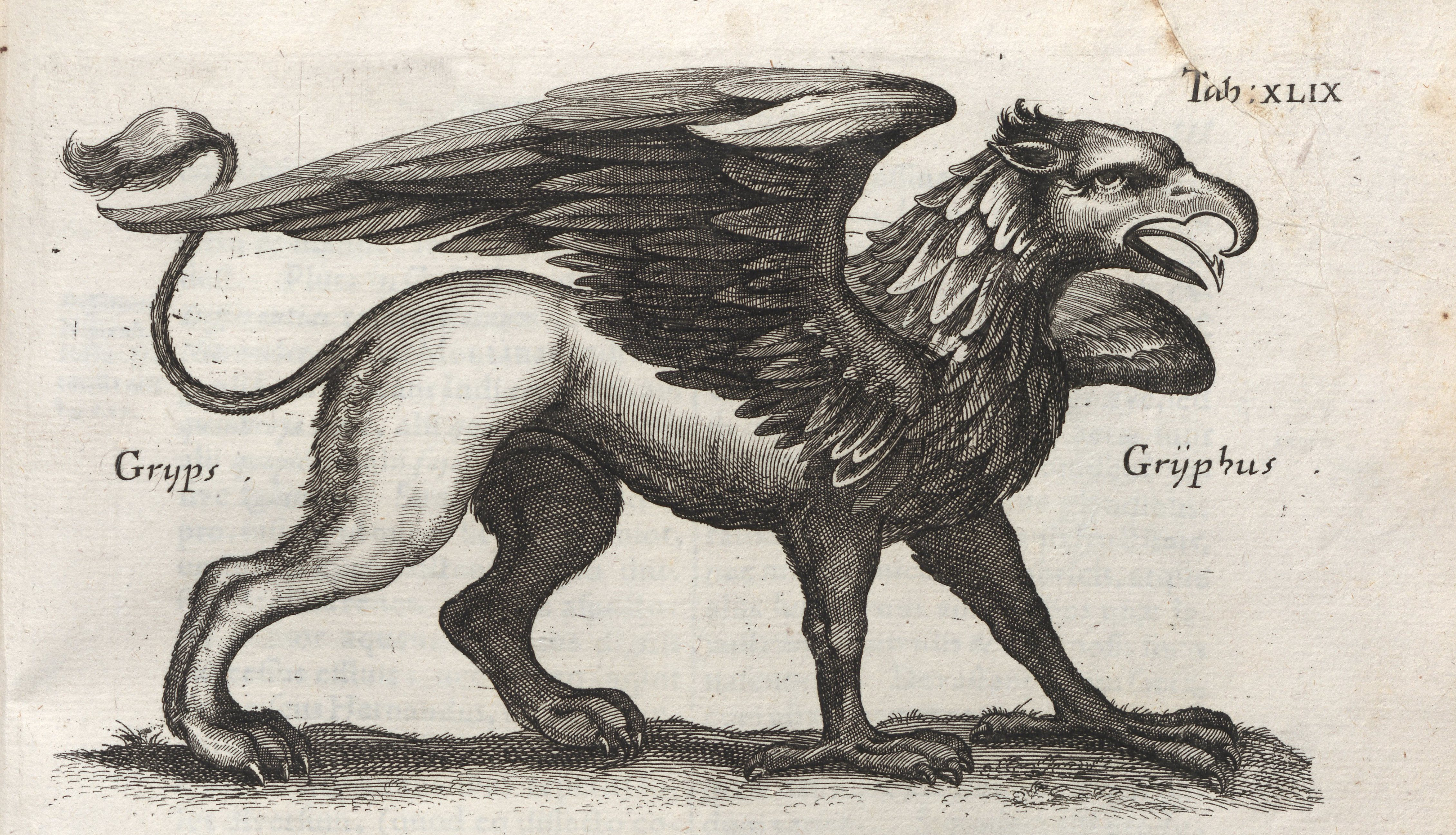
Gryf na sztychu Jana Jonstona (1652)

### Późniejsze czasy

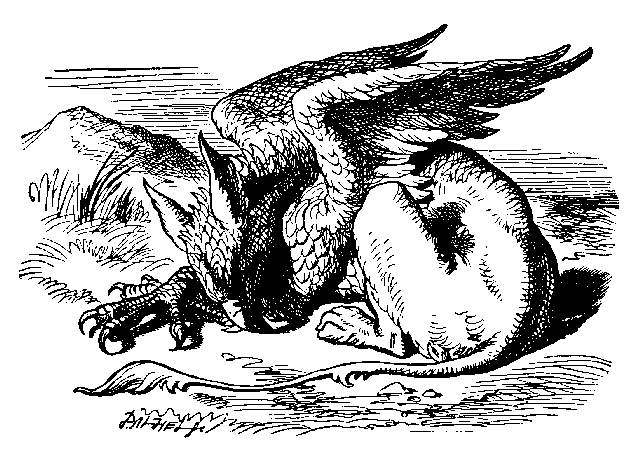
Naturalistyczne przedstawienie gryfa autorstwa sir Johna Tenniela z Alicji w Krainie Czarów Lewisa Carrolla

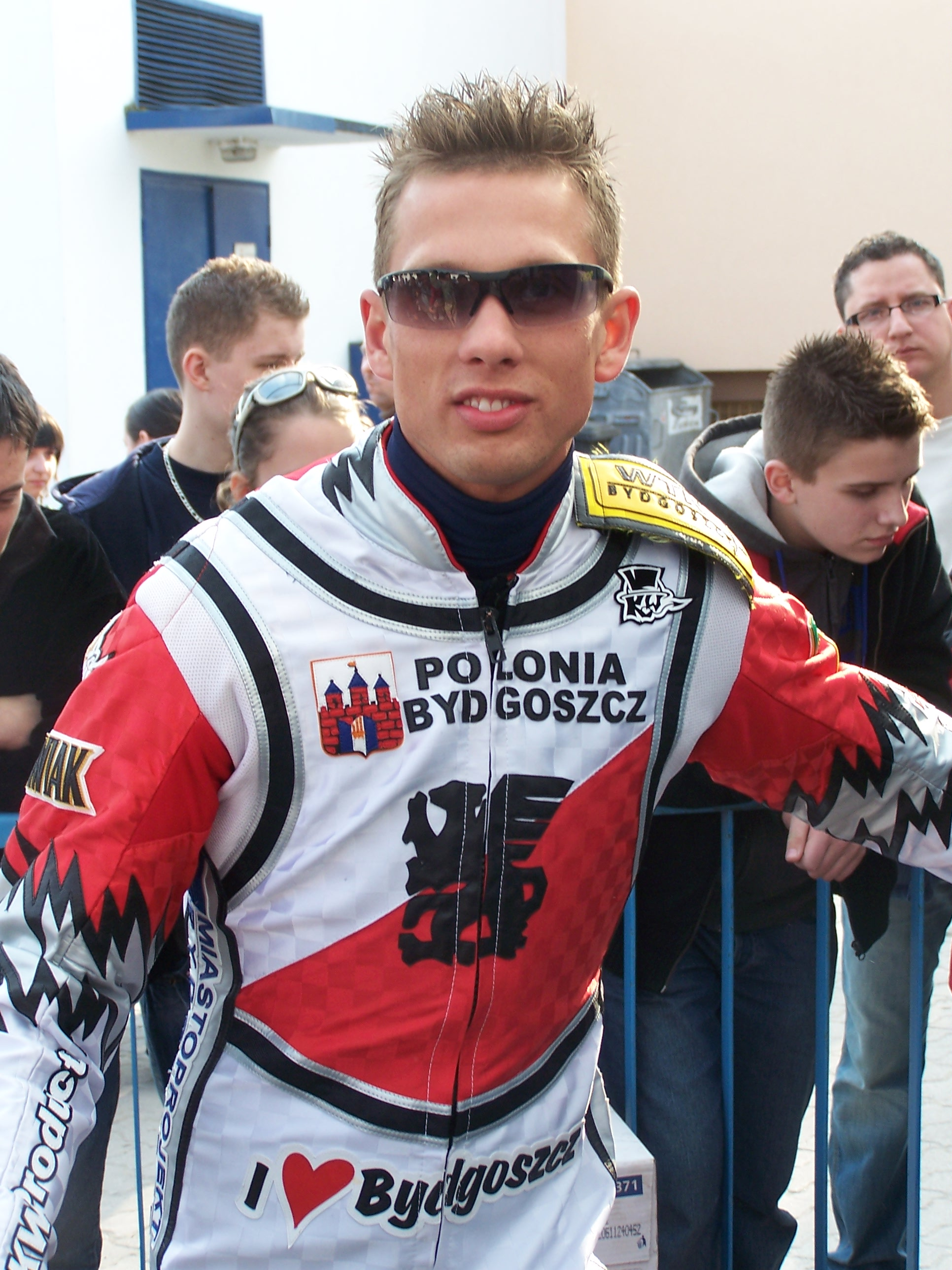
Gryf na plastronie żużlowca Polonii Bydgoszcz

Gdy na skutek postępów nauki gryfy zostały uznane za zwierzęta wyłącznie legendarne, stały się przede wszystkim atrakcyjnym motywem, pojawiającym się często w literaturze, zwłaszcza fantasy.
- Gryf pojawia się w opisie Szatana zawartym w poemacie epickim Raj utracony (1667) Johna Miltona.
- W powiastce filozoficznej Woltera La Princesse de Babylone (Księżniczka Babilonu) z 1768 dwa gryfy transportują księżniczkę Formosante.
- W Alicji w Krainie Czarów Lewisa Carrolla z 1865 roku Królowa Kier rozkazuje gryfowi zabrać Alicję na spotkanie z Niby-Żółwiem.
- W Czarowniku z Krainy Oz (1904) Franka Bauma zła wiedźma Old Mombi zmienia się w gryfa i dzięki temu ucieka dobrej wiedźmie – Glendzie.
- Pomimo tego, że gryfy nie są wspomniane przez C.S. Lewisa w jego Opowieściach z Narnii, w filmowej wersji książki stwory te pojawiają się i biorą udział w walce[60].
- W powieści fantasy T.H. White’a, The Once and Future King (1958), młody Artur i jego przybrany brat Kay walczą z agresywnym gryfem, z pomocą Robina Wooda A.K.A. Robina Hooda.
- Gryf pojawia się jako jedna ze zwierzęcych alegorii w Sofiówce St. Trembeckiego, gdzie oznacza skąpca.
- W książce Geoffa Rymana The Warrior Who Carried Life (1980) duży, biały gryf, znany jako „bestia, która mówi do Boga” jest jednym z głównych bohaterów.
- W Dragonlance (od 1984), obszernej serii książek fantasy różnych autorów, których akcja rozgrywa się w świecie stworzonym przez Margaret Weis i Tracy’ego Hickmana, gryfy znajdują się pod komendą elfów Silvanesti.
- W serii komiksów Neila Gaimana Sandman (1988–1996) gryf jest jednym z trzech strażników pałacu Morfeusza.
- W serii powieści fantasy autorstwa Mercedes Lackey i Larry’ego Dixona, The Mage Wars Trilogy (Trylogia Wojen Magów), w skład której wchodzą Czarny Gryf (The Black Gryphon, 1993), Biały Gryf (The White Gryphon, 1994), Srebrzysty Gryf (The Silver Gryphon, 1996), głównymi postaciami są m.in. gryf Skandranon i jego syn Tadrith. W serii tej gryfy mają ludzką inteligencję i potrafią używać magii.
- Gryfy są pośród magicznych zwierząt pojawiających się w serii o Harrym Potterze (1997–2007) J.K. Rowling.
- W książce Squire Tamory Pierce, będącej częścią cyklu Protector the Small, główny bohater Kel zajmuje się małym gryfem, który został porwany jego rodzicom.
- W Song of the Basilisk (1998) Patricii McKillip, gryf jest jedną z głównych postaci książki. Pojawia się jako symbol domu rządzącego.
- Gryf o imieniu Medafil pojawia się w Song of the Wanderer (1999) Bruce Coville'a, będącej drugą księgą serii The Unicorn Chronicles.
- W Belden's Frankie (1987) Wilanne Schneider ludzkie dziecko zamienia się w gryfa.
- Gryf występuje także w Colinsfort Village (2005) autorstwa Joe Ekaitisa.
- W The Pinkish Purplish Bluish Egg (1984) Billa Peeta gołębica znajduje dziwne jajo, z którego wykluwa się gryf. Ptak wychowuje go. W książce tej stwór ma głowę łysego sępa, a nie orła.
- W The Amazon Temple Quest Katherine Roberts gryf jest związany z Amazonkami. Daje im zdolność do rozmnażania się bez mężczyzn.
- W serii Crossroads Nicka O’Donohoe (w skład której wchodzą m.in. The Magic and the Healing, Under the Healing Sign i Healing of Crossroads) student weterynarii jest wzywany do leczenia mitologicznych zwierząt. Pośród nich jest gryf.
- W Voyage of the Basset Jamesa C. Christiansona gryf ratuje Casandrę przed trollami.
- W Kronikach Spiderwick autorstwa Tony’ego DiTerlizzi i Holly Black Simon Grace zaprzyjaźnia się z gryfem, któremu nadaje imię Byron.
- Gryfy pojawiają się także w książkach Andre Norton z cyklu Świat czarownic.
- Stworzenia te wspomniane są w cyklu książek o wiedźminie Andrzeja Sapkowskiego. Srebrny gryf znajduje się w herbie Caingorn.
- Gryfy występują w opowiadaniu Petera S. Beagle’a Dwa serca.
- W trylogii Sherwood Tomasza Pacyńskiego gryfy są niewielkie i przypominają skrzydlate żbiki.
- W odcinku Matka Gryfów disneyowskiego serialu animowanego Gumisie (1985–1991) Grafi i Kabi uratowali małe gryfiątko, którego matka wzięła Kabiego za swoje pisklę.
- W jednym z odcinków serialu animowanego Amerykański smok Jake Long (2005–2007) stworzonego przez The Walt Disney Company Jake musi zaopiekować się jajem gryfa.

## Gryf w heraldyce

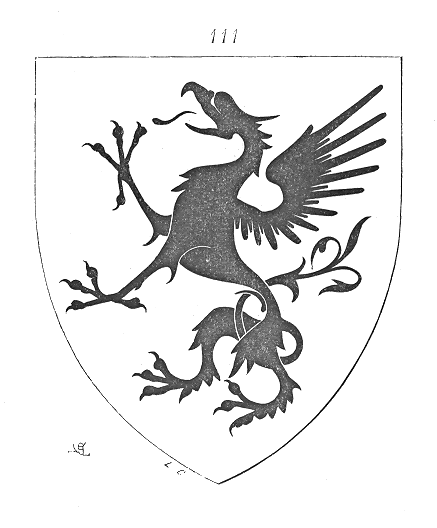
Gryf heraldyczny z Dictionnaire raisonné de l’architecture française du XIe au XVIe siècle autorstwa Eugène Viollet-le-Duc (1856)

Gryf często występuje w heraldyce, jak twierdzi część autorów, pod tym względem ustępuje tylko lwu. Często wybierany jako herb, ze względu na łączenie najlepszych cech dwóch innych stworzeń pojawiających się w herbach – lwa i orła. Jak pisał John de Bado Aureo w Tractatus de armis (koniec XIV wieku): Gryf na tarczy oznaczał, że osoba go nosząca była silnym człowiekiem, w którym można było odnaleźć dwie natury i cechy, orła i lwa.
Bedingfeld i Gwynn-Jones twierdzą, że przyczyną częstego pojawiania się gryfa w herbach rycerskich była wiara w silną nienawiść pomiędzy tymi stworzeniami a końmi. Rycerze sądzili, że wizerunek stwora na tarczy wprawi w panikę rumaki ich przeciwników. Zanotowali także pierwsze pojawienie się gryfa w angielskiej heraldyce – w 1167 na pieczęci Ryszarda de Redvers, hrabiego Essex. Inni badacze podają jednak późniejszą datę pierwszego wykorzystania motywu gryfa jako herbu.

Heraldyczne standardy ustaliły najbardziej rozpowszechniony dzisiaj wizerunek gryfa. James Parker pisze: 

Dolne części jego ciała, z ogonem i tylnymi nogami, należą do lwa; głowa i przednie członki, z nogami i pazurami, należą do orła, ale głowa zachowuje uszy lwa. Ma duże skrzydła, które również mocno przypominają orle.

Gryfy heraldyczne najczęściej wyobrażone są z otwartym dziobem, zwrócone w prawo (strona heraldyczna), stojące na obu nogach (lub na jednej, wówczas druga skierowana jest w górę), z wzniesionymi szponami. Taki układ opisywany jest w normańsko-francuskiej heraldyce terminem segreant, odnosi się on tylko do gryfów (choć czasem również i do smoków). Heraldyczny lew w takiej pozycji to rampant.
Czasem herbem jest tylko głowa gryfa, odróżniająca się od orlej widocznymi uszami (np. herb Kartuz).
W heraldyce pojawia się stworzenie opisywane jako gryf morski (rybogryf). Ma on rybi ogon zamiast tylnych lwich łap. Arthur Charles Fox-Davies i Graham Johnston podają, że morski gryf widniał w herbie śląskiej rodziny Mestich, jak również jednej lub dwóch rodzin pochodzących z Pomorza (w tym drugim przypadku bestia nie miała skrzydeł).
Gryf szczególnie często pojawia się w heraldyce Pomorza, co wiąże się z herbem pomorskiej dynastii Gryfitów. Występuje on zwykle w następujących wersjach:
- czerwony w srebrnym polu – w podstawowym herbie rodu Gryfitów, a w związku z tym również w herbie Pomorza Zachodniego, prowincji pomorskiej królestwa Prus, województwa zachodniopomorskiego, niemieckiego landu Meklemburgia-Pomorze Przednie, a także licznych miast tego regionu (Białogard, Golczewo, Gryfice, Gryfino, Nowe Warpno, Płoty, Polanów, Pyrzyce, Police, Stargard, Trzebiatów, Wolin oraz Ahlbeck, Greifswald, Penkun, Ueckermünde w niemieckiej części Pomorza);
- czerwony w błękitnym polu – herb księstwa szczecińskiego, a także miast tego regionu (Szczecin, Świnoujście oraz Anklam, Franzburg, Pasewalk w niemieckiej części Pomorza);
- czarny w złotym polu – herb księstwa kaszubskiego i Kaszub oraz województwa pomorskiego, niekiedy występujący z koroną, także w herbie miast tego regionu (Szczecinek);
- czerwony w zielone pasy w srebrnym polu – herb księstwa wendyjskiego, w herbach miast obecnie się nie pojawia;
- srebrny rybogryf w czerwonym polu – herb ziemi uznamskiej, w herbach miast regionu obecnie się nie pojawia,;
- czarny ze srebrnymi piórami w złotym polu – herb ziemi bardzkiej, także, niekiedy w zmienionych nieco formach, w herbach powiatu Ostvorpommern i miast (Grimmen, Wolgast);
- czerwony rybogryf w srebrnym polu – herb rodu Święców oraz miast regionu z nimi związanego (Darłowo, Miastko, Sianów, Sławno, Słupsk).

Gryf w wersji barwnej typowej dla polskiego herbu Gryf (srebrny w polu czerwonym) na Pomorzu nie występował.
Motywy gryfa lub części jego ciała występują także w herbach m.in.:
- Krymu – srebrny w czerwonym polu;
- Podkarpacia – srebrny w czerwonym polu;
- jako trzymacze heraldyczne w herbie Pragi, Antwerpii, Genui, Białegostoku;
- w herbie szlacheckim Gryf, srebrny w polu czerwonym, taki sam, z mieczem w tarczy dwudzielnej z Kościeszą w herbie Chodkiewicz;
- jako godło, trzymacze herbowe lub klejnot w wielu herbach rodowych w Europie, m.in. papieża Grzegorza XIII, francuskiej rodziny de Saint-Brieuc, niemieckiej rodziny Donath;
- występuje jako motyw heraldyczny na wielu byłych i obecnych odznakach jednostek wojskowych, zwłaszcza związanych z Pomorzem.

Herb Inflant przedstawiał w polu czerwonym gryfa srebrnego wspiętego, z mieczem w prawej łapie. Obecnie w herbie Łotwy (p. niżej).

### Gryf w herbach

Ahlbeck, Niemcy
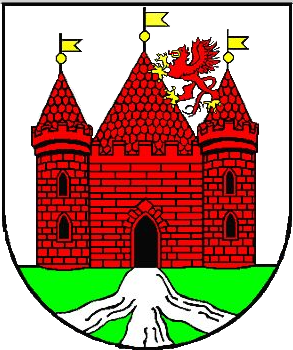
Altentreptow, Niemcy
Anklam, Niemcy
Powiat Bad Doberan, Niemcy
Balzers, Liechtenstein
Białogard, Polska
Polski herb szlachecki Białoskrzydł
El Brull w prowincji Barcelona, Hiszpania
Brzesko, Polska
Polski herb szlachecki Chodkiewicz
Demmin, Niemcy
Dębica, Polska
Gmina Dębica, Polska
Powiat dębicki, Polska
Okręg Donat, Szwajcaria
Freystadt, Niemcy
Golczewo, Polska
Greifswald, Niemcy
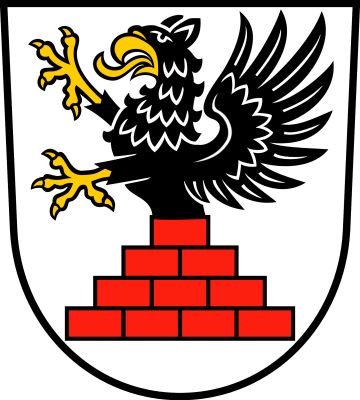
Grimmen, Niemcy
Polski herb szlachecki Gryf
Gryfice, Polska
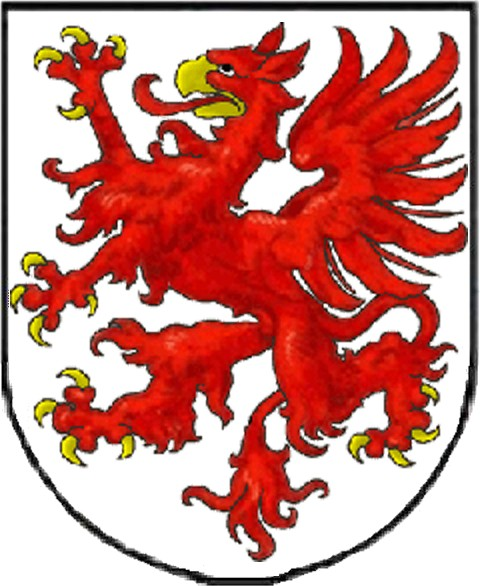
Dynastia Gryfitów
Gryfino, Polska
Gryfów Śląski, Polska
Powiat kartuski, Polska
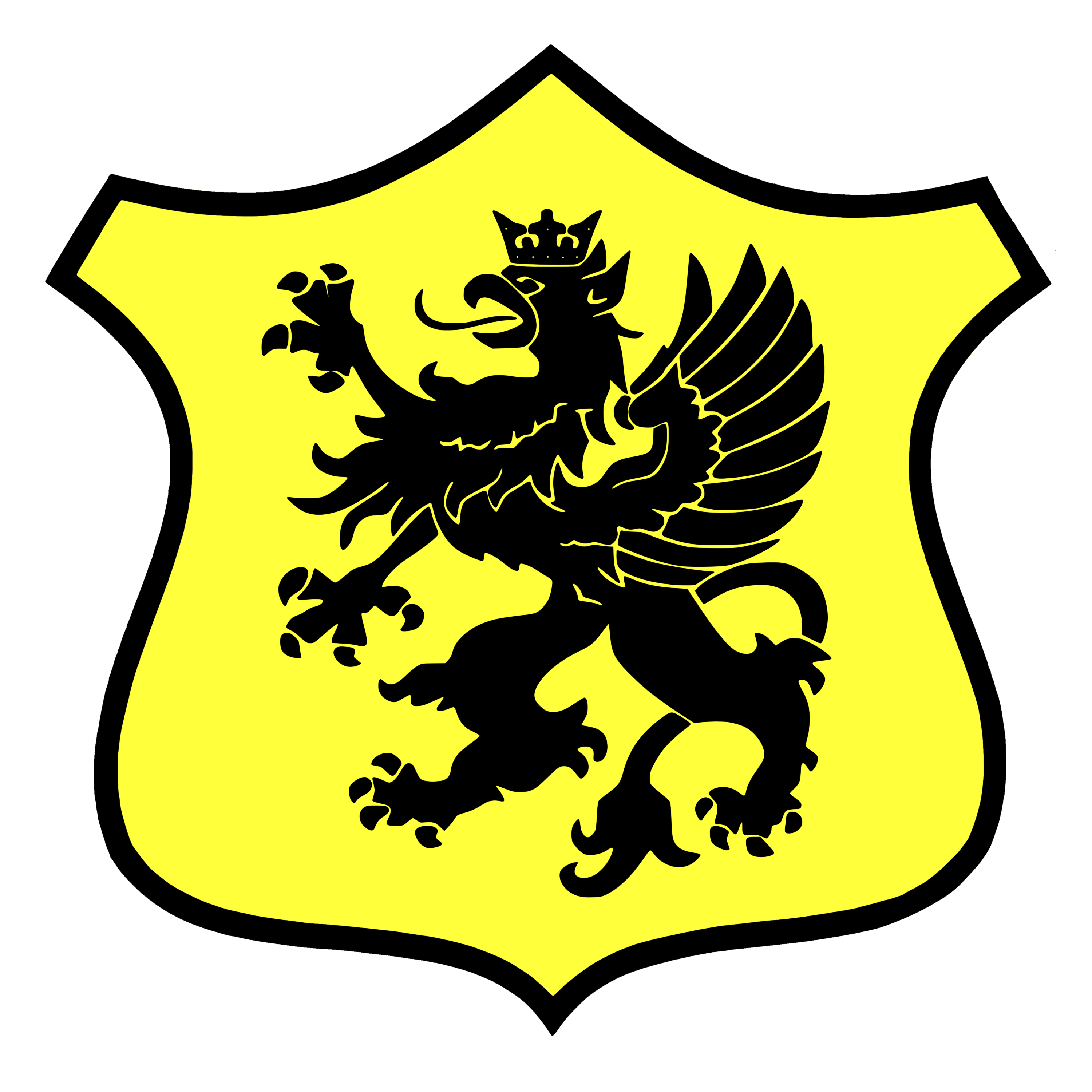
Herb Kaszub
Gmina Kołbaskowo, Polska
Gmina Krokowa, Polska
Republika Autonomiczna Krymu, Ukraina
Powiat lubaczowski, Polska
Meklemburgia-Pomorze Przednie, kraj związkowy Niemiec
Miastko, Polska
Powiat mielecki, Polska
Morga, Hiszpania
Niederorschel, Niemcy
Nowe Warpno, Polska
Powiat Ostvorpommern, Niemcy
Gmina Parchowo, Polska
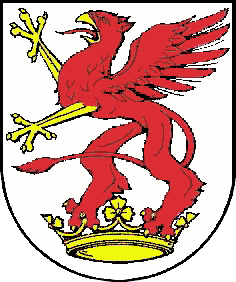
Penkun, Niemcy
Płoty, Polska
Województwo podkarpackie, Polska
Polanów, Polska
Księstwo pomorskie
Województwo pomorskie (I Rzeczpospolita), Polska (1454–1795)
Województwo pomorskie (II Rzeczpospolita), Polska (1919–1939)
Województwo pomorskie, Polska
Województwo zachodniopomorskie, Polska
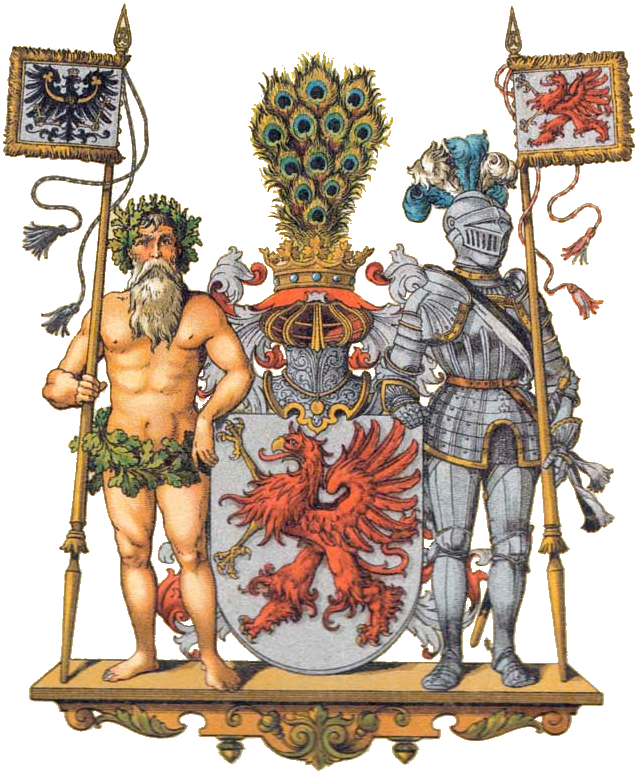
Pomorze, pruska prowincja (1815–1945)
Powiat pucki, Polska
Pyrzyce, Polska
Rostock, Niemcy
Saint-Brieuc, Francja
Schramberg, Niemcy
Schwedt, Niemcy
Słupsk, Polska
Södermanland, Szwecja
Szczecinek, Polska
Gmina Szczecinek, Polska
Powiat szczecinecki, Polska
Stargard, Polska
Świdnica, Polska
Świnoujście, Polska
Tarnogród, Polska (bez skrzydeł)
Tczew, Polska
Troms, hrabstwo w Norwegii
Trzebiatów, Polska
Ueckermünde, Niemcy
Powiat Uecker-Randow, Niemcy
Uhlwiller, Francja
Ustronie Morskie, Polska
Gmina Wejherowo, Polska
Powiat wejherowski, Polska
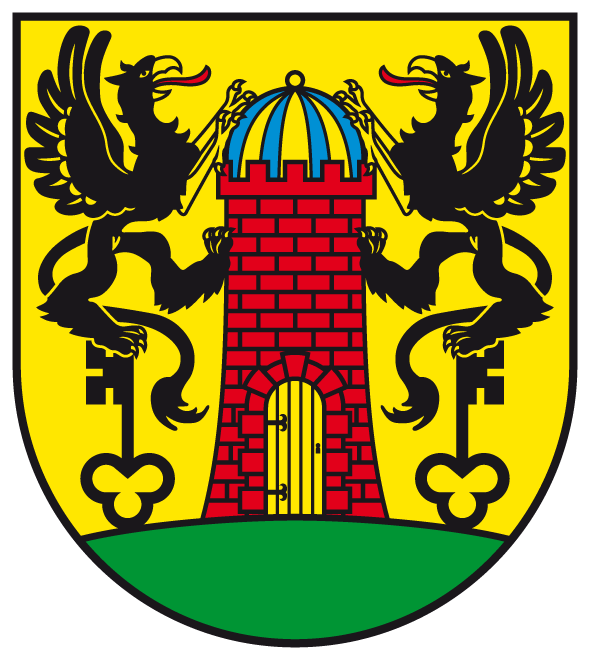
Wolgast, Niemcy
Wolin, Polska
Żukowo, Polska

Głowa gryfa

Filisur, Szwajcaria
Kartuzy, Polska
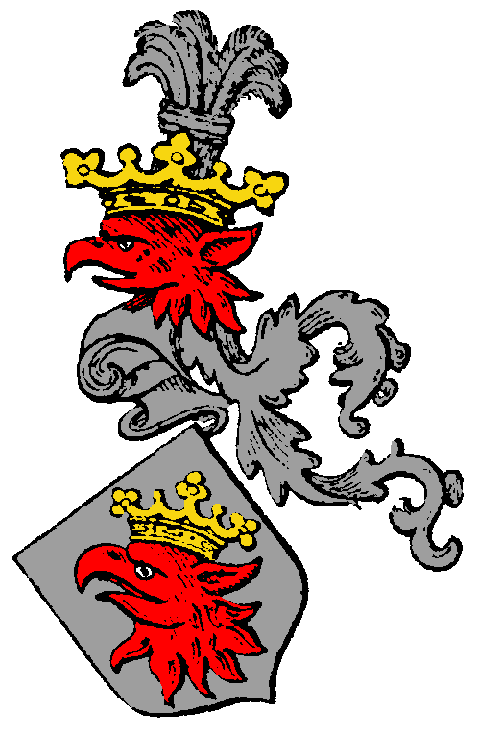
Malmö, Szwecja
Pasewalk, Niemcy
Police, Polska
Skania, prowincja Szwecji
Szczecin, Polska
Torgelow, Niemcy

Gryfy jako wspieracze heraldyczne

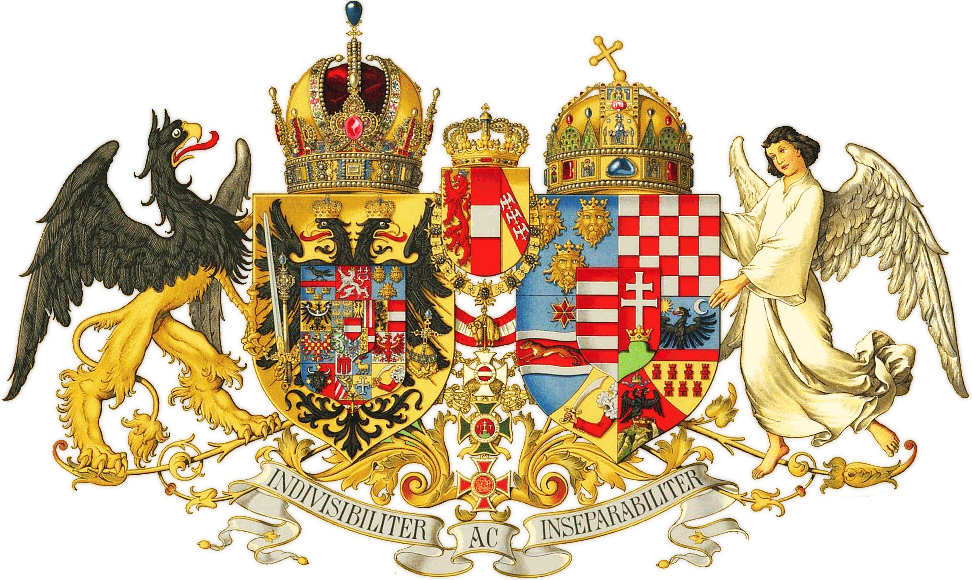
Herb Austro-Węgier (1915–1918)
Badenia-Wirtembergia, kraj związkowy Niemiec
Białystok, Polska
Polski herb szlachecki Bniński
Herb Islandii
Herb Łotwy
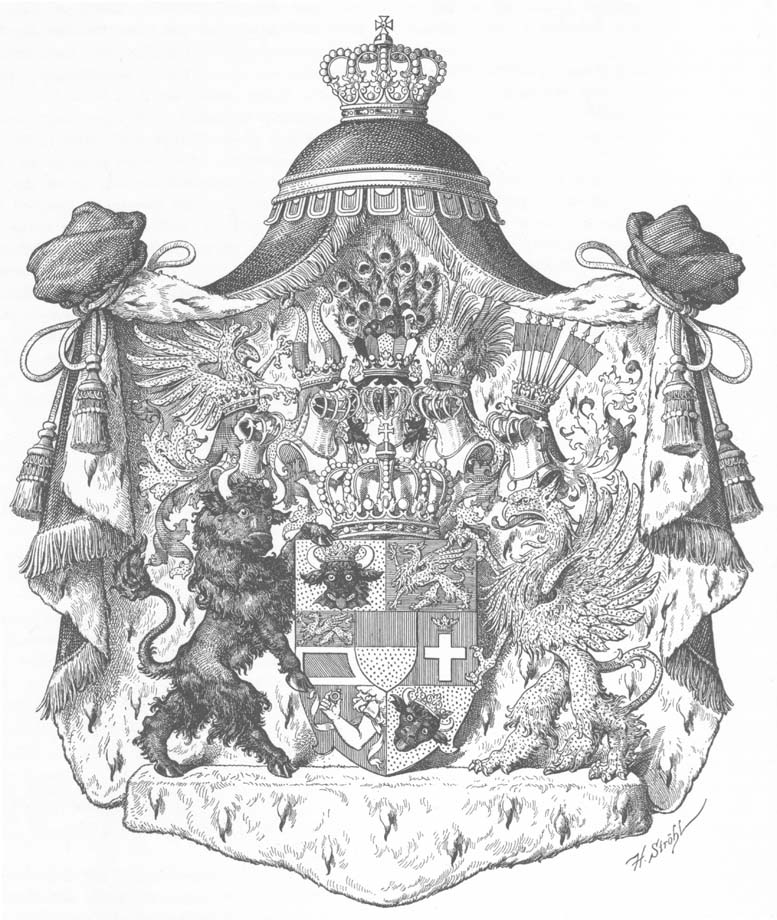
Księstwo Mecklenburg-Strelitz (1701–1918)
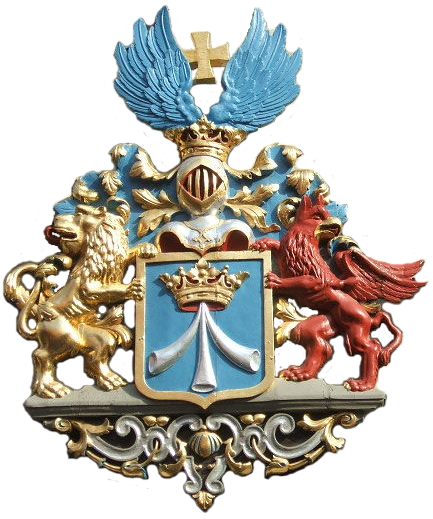
Stralsund, Niemcy
Władysławowo, Polska

### Gryf samiec,alcelubkeythong
James Parker pisze na temat gryfa, że Może on być przedstawiany bez skrzydeł, wówczas posiada on złote promienie lub kolce wystające z różnych części jego ciała. Czasem ma dwa długie proste rogi. Podawane jest określenie Alce, jakby było ono używane przez pisarzy dla pewnego rodzaju gryfa, ale nie mogę podać żadnych przykładów. Jednak termin alce jest bardzo rzadki we współczesnej literaturze heraldycznej. To kolczaste, bezskrzydłe stworzenie nazywane jest niemal zawsze gryfem samcem, choć musi to być niezwykle rzadki przykład dymorfizmu płciowego – jak pisze Stephen Friar, oba stworzenia posiadają zwykłe samcze cechy.
Jeszcze rzadsze jest określenie keythong. Po raz pierwszy wspomniał o nim James Planché, który zanotował w opisie herbu markiza Ormonde, że w manuskrypcie z czasów Edwarda IV widnieje wzmianka o parze keythongów. Planché dodaje także: Słowo to jest z pewnością tak pisane, nie widziałem go nigdzie indziej. Postać odzwierciedla Gryfa Samca, który nie ma skrzydeł, ale promienie lub kolce wystające z różnych części jego ciała, a czasem dwa długie proste rogi.

### Opinicus

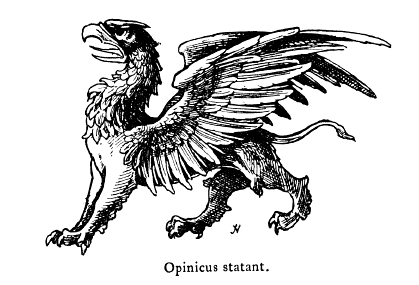
Opinicus

Opinicus jest stworzeniem heraldycznym, które różni się od gryfa przede wszystkim tym, że wszystkie cztery jego łapy są lwie. Najczęściej jest on przedstawiany z krótkim ogonem wielbłąda, a czasem również z jego długą szyją (ale upierzoną). Wizerunki opinicusa wskazują na jego samcze cechy.
James Parker pisze na ten temat: jest [on] spokrewniony bliżej ze smokiem w przedniej części ciała i skrzydłach; ale ma głowę z dziobem i uszy, coś pomiędzy smokiem i gryfem. Tylna część i cztery nogi mają prawdopodobnie reprezentować lwa, ale ogon jest krótki, mówi się, że pochodzi on od wielbłąda.
Opinicus jest niezwykle rzadki w brytyjskiej heraldyce. Został m.in. nadany w 1561 roku jako herb cechu londyńskich cyrulików. Współczesnym przykładem wykorzystania opinicusa może być herb Jonathana Mundaya, nadany w 1990 roku – złoty opinicus na błękitnym tle.

## W architekturze

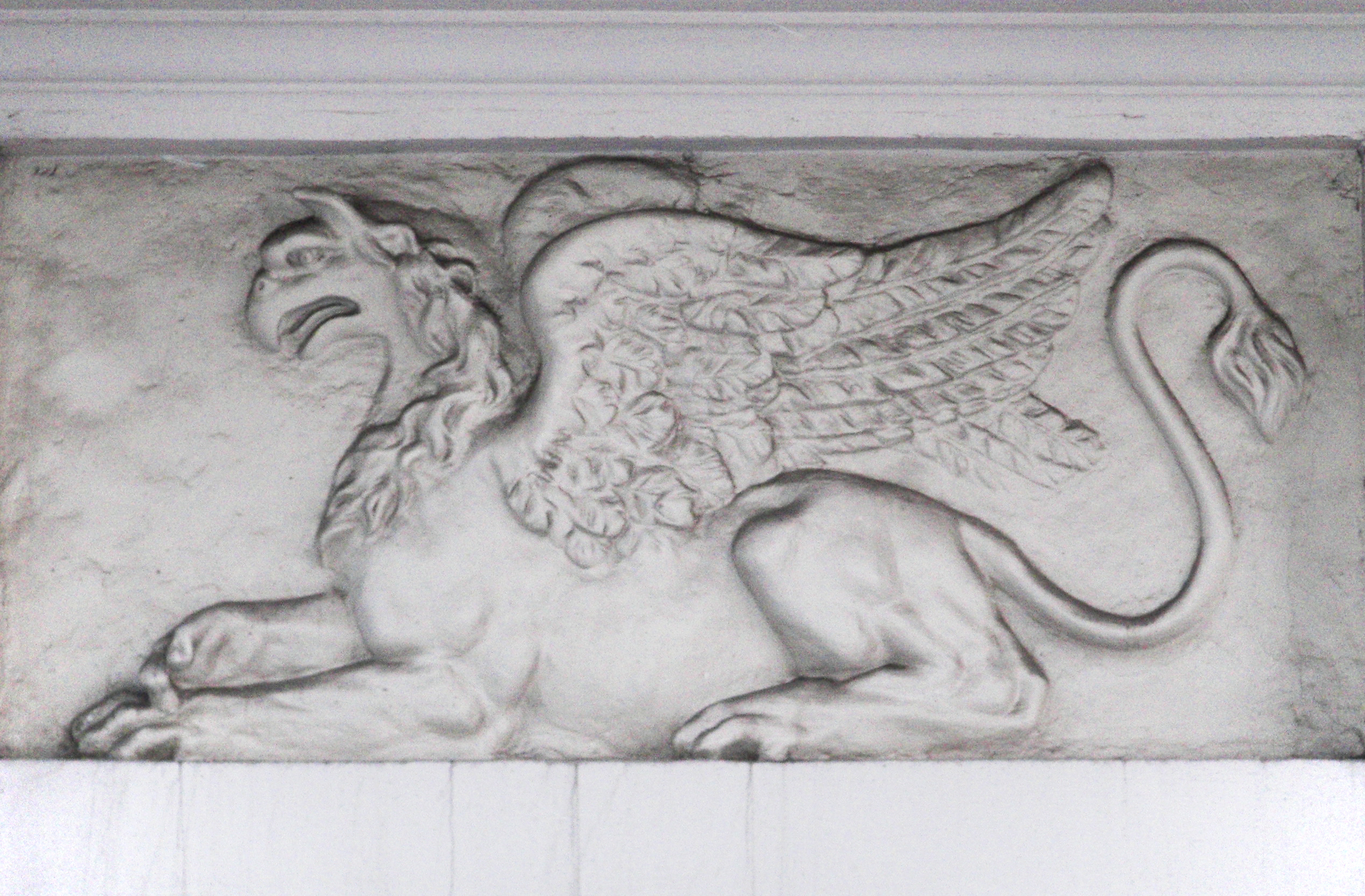
Sejm RP, detale: gryf na ścianie rogatek z 1779 roku przy budynkach Kancelarii Prezydenta – dawnych bram wjazdowych do pałacu księcia podkomorzego Kazimierza Poniatowskiego, projektu Chrystiana P. Aignera

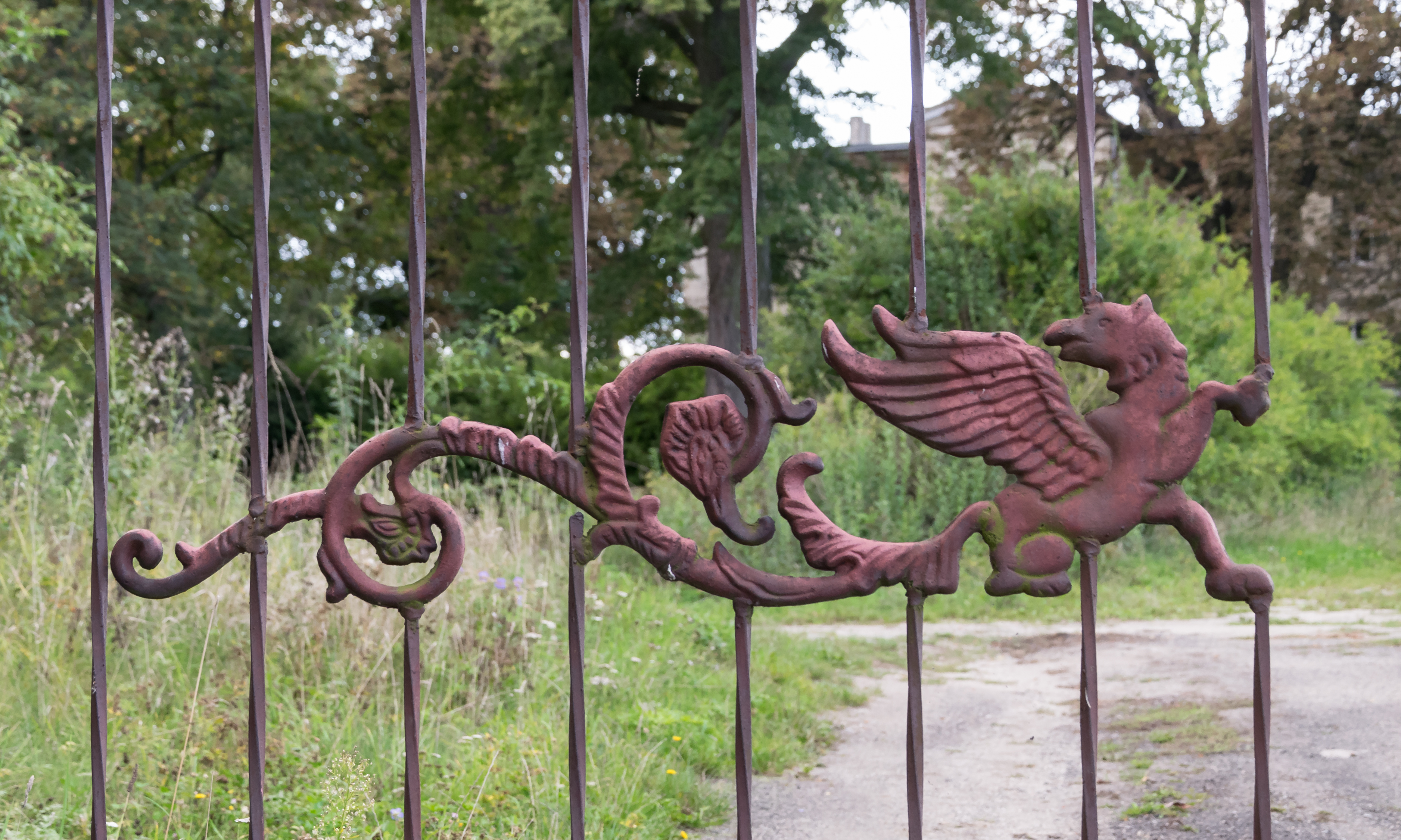
Gryf na bramie Pałacu w Brodziszowie

Gryfy od najdawniejszych czasów pojawiały się jako elementy zdobnicze rozmaitych budowli. Były one atrakcyjnym motywem dla twórców rzeźb, płaskorzeźb, fresków i malowideł. Herodot, opisując w swoich Dziejach dom króla Scytów, Skylosa, pisał m.in.: 

Posiadał on w mieście Borystenitów wspaniały i nader obszerny dom, o którym nieco wyżej wspomniałem; dokoła niego stały wykonane z białego kamienia sfinksy i gryfy.

 Pauzaniasz z kolei w swoich Wędrówkach po Helladzie, opisując ateński Partenon wspomina o płaskorzeźbach gryfów: 

Płaskorzeźba z tyłu przedstawia spór Ateny z Posejdonem o ziemię. Sam posąg Ateny wykonany jest ze złota i kości słoniowej. Na środku hełmu jest postać Sfinksa. Mit o Sfinksie przedstawię, gdy przejdę do opisu Beocji. Po obydwu stronach Sfinksa zostały wykonane w płaskorzeźbie gryfy.

Gryf lub gryfy pojawiają się także m.in. jako:
- Płaskorzeźby w greckiej świątyni Apollina w Didim (Turcja).
- Rzymski fresk z Pompejów (50–60 p.n.e.), przedstawiający walkę Arimaspejczyka z gryfem.
- Płaskorzeźby na filarach w bazylice Sant'Ambrogio w Mediolanie (XI wiek).
- Jeden z dwóch XIII-wiecznych brązowych posągów znajdujących się na fasadzie Palazzo dei Priori w Perugii.
- Płaskorzeźby i reliefy w bazylice San Fedele w Como (Włochy).
- Rzeźba na wieży wschodniej bazyliki archikatedralnej w Gdańsku-Oliwie (Polska), pochodzącej z II połowy XIV wieku.
- Rzeźby nad wejściem głównym do Terry-Denny Building, zbudowanego w Seattle (USA) w 1891 roku.
- Figury m.in. jako wsporniki kolumn w katedrze w Weronie.
- Płaskorzeźby w kościele w Mozac (Francja, XII wiek).
- Statua na 51 Louisiana Ave w Waszyngtonie (USA).
- Figura na szczycie pomnika Leibgrenadierdenkmal w Karlsruhe (Niemcy).
- Figura w Malmö (Szwecja).
- Mozaiki podłogowe w bazylice św. Marka w Rzymie (IX wiek).
- Figura na zamku de Haar niedaleko Utrechtu (Holandia).
- Płaskorzeźby w Wielkiej Sieni ratusza poznańskiego (XV–XVI wiek).
- Rzeźba czerwonego gryfa na dachu restauracji Fünfgiebelhaus w Rostocku (Niemcy).
- Posąg w bazylice św. Marka w Wenecji.
- Płaskorzeźby przedstawiające m.in. rycerzy walczących z gryfami, Catedral de Santa Eulalia w Barcelonie (Hiszpania).
- Pomnik w Neuenburg am Rhein|Neuenburgu (1664, Niemcy).

## Gryf z Brentford

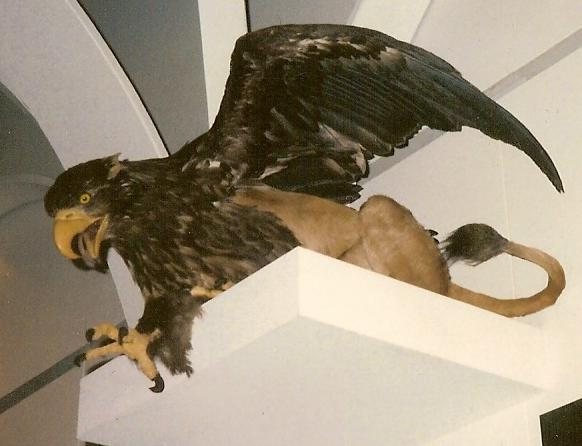
Wypchany „gryf”, Muzeum Zoologiczne w Kopenhadze

Gryf, jako istota legendarna, nie jest obiektem zainteresowania kryptozoologii. Wyjątkiem była sprawa tzw. gryfa z Brentford. W czerwcu lub lipcu 1984 roku Kevin Chippendale szedł Braemar Road, niedaleko baru Griffin Pub w londyńskiej dzielnicy Brentford. Nagle – zgodnie z jego relacją – zobaczył coś, co wyglądało jak pies ze skrzydłami i dziobem, lecący w poprzek drogi. Chippendale miał również zobaczyć to samo stworzenie w tym samym miejscu pod koniec lutego 1985 roku. Wkrótce sprawa stała się przedmiotem zainteresowania mediów, zwłaszcza lokalnych gazet. Pojawiali się nowi świadkowie, twierdzący, iż również dostrzegli gryfa z Brentford. M.in. Angel Keyhoe opowiedziała jak podczas jazdy autobusem widziała rzekomo dziwne stworzenie siedzące na zbiorniku gazu niedaleko Watermans Art Centre. Stwierdziła ona, że „gryf przypominał wielkiego, czarnego ptaka”. Kilka osób podróżujących razem z nią również miało spostrzec zwierzę. Stworzenie było też rzekomo widziane przez psychologa Johna Olssona, który uprawiał jogging nad brzegiem Tamizy.
W 1995 roku pisarz Robert Rankin przyznał się do tego, że sfabrykował część doniesień o obserwacjach rzekomego stworzenia.